# 新常願寺橋
新常願寺橋（しんじょうがんじばし）は、富山県富山市の神通川に架かる富山県道68号富山外郭環状線の橋である。

## 橋データ
- 左岸 - 富山県富山市大場
- 右岸 - 富山県中新川郡立山町西大森
- 橋の構造 - 合成鈑桁橋[1]
- 橋長 - 488.0 m[2]
- 幅員 - 12.0 m（車道7.0 m、歩道2.5 m）[2]
- 総工費 - 9億3,945万円[3]
- 竣工 - 1978年10月30日（完成当時は県道城村五百石線に指定されていた）[3]